# 月盾海鯰
月盾海鯰為輻鰭魚綱鯰形目海鯰科的其中一種，分布南美洲法屬圭亞那至巴西淡水、半鹹水水域，體長可達120公分，棲息在沿海、河口區及有潮汐變化的溪流，底棲性魚類，屬肉食性。